# Ветерница (пещера)
Вижте пояснителната страница за други значения на Ветерница.
Ветерница (на хърватски: Veternica) е пещера в Централна Хърватия в югозападната част на планината Медведница. От 1979 г. е защитена като ценен геоморфоложки обект с голямо биоразнообразие.

## Общи сведения
Етимологията на името Ветерница идва от въздушното течение, което се образува пред входа на пещерата – „veter“ на кайкавския диалект на хърватския език означава „вятър“.
Ветерница се води четвърта по дължина пещера на територията на Хърватия, но при изследванията на спелеолозите се откриват все нови и нови подземни коридори в нея. Дотук установената дължина на пещерата е 7128 м, като първите 380 м от тях са достъпни за туристите от средата на месец април до края на октомври. Изключение прави зимният сезон, когато е забранено влизането на посетители, за да не смущават покоя на колониите прилепи по време на зимния им сън.
Ветерница е разположена върху скален карстов терен с площ 10 км². Тя е много голяма пещерна система, състояща се от сложна плетеница от хоризонтални коридори и зали и регистрирани общо 15 подводни течения. Температурата в пещерата целогодишно е около 10 °C.
Освен с днес обитаващите я 14 вида прилепи, Ветерница е известна с намерените следи от отдавна изчезнали животни – пещерен лъв, пещерна мечка, леопард, пещерна хиена, носорог, огромен елен – намерени са останки от общо 70 вида животни. Също така са открити и следи от ракообразни и миди по тавана на пещерата, което се обяснява с факта, че самата планина Медвеница е била по време на миоцена и плиоцена остров сред Панонско море.
Във Ветреница са открити и скални рисунки отпреди хилядолетия, тъй като тя е обитавана от палеолита до желязната епоха.

## Туризъм
В услуга на туристите, посещаващи Ветерница, работи построената наблизо хижа Главица със заведение за хранене и капацитет за нощуване 30 легла. Всяка последна събота от месец август пред пещерата се отбелязва Международната нощ на прилепите.